# ドラッグ・シティ
ドラッグ・シティ（Drag City） は、アメリカ・イリノイ州シカゴのインディペンデントレコードレーベル。1990年に設立され、エクスペリメンタル色の強いインディー・ロックのミュージシャンを多く手掛けている。

## 概要
1990年、イリノイ州シカゴでDan KoretzkyとDan Osbornの2人によって設立された。レーベルの最初のリリースはRoyal Truxのシングル「Hero Zero」だった。ドラッグ・シティはエクスペリメンタル・ロックに特化したレーベルとして数多くのアーティストを輩出している。サブレーベルとしてBlue Chopsticks、Dexter's Cigar、Moikai、Palace Records、Sea Note、Streamline、Yaala Yaala Recordsを擁する。

## 主なアーティスト
かつて契約していたアーティストを含む
- Cave
- Joanna Newsom - ジョアンナ・ニューサム
- Pavement - ペイヴメント
- Royal Trux - ロイヤル・トラックス
- Cynthia Dall
- Faun Fables
- Scott Walker - スコット・ウォーカー
- Bill Callahan - ビル・キャラハン スモッグ (Smog) などの名義でも活動
- Will Oldham - ウィル・オールダム ボニー"プリンス"ビリー (Bonnie 'Prince' Billy)、パレス (Palace) などの名義でも活動
- Weird War
- Stereolab -ステレオラブ
- The High Llamas - ザ・ハイ・ラマズ
- Jim O'Rourke - ジム・オルーク
- Six Organs of Admittance
- Loose Fur
- Scout Niblett
- David Grubbs
- U.S. Maple
- Alasdair Roberts
- Neil Michael Hagerty
- The Howling Hex
- Ghost - ゴースト
- Flying Saucer Attack - フライング・ソーサー・アタック
- Movietone
- The Fucking Champs
- Papa M
- Pearls and Brass
- White Magic
- The Renderers
- Espers
- Silver Jews - シルヴァー・ジュウズ
- Monotonix
- Nig-Heist
- Michael Yonkers
- The Red Krayola レッド・クレイオラ
- Om, Sic Alps
- Edith Frost
- Magik Markers
- Ty Segall - タイ・セガール
- Sun Araw
- Baby Dee and William Basinski